# Psychrolutes phrictus
Psychrolutes phrictus è una specie di pesce abissale appartenente alla famiglia degli Psychrolutidae. Si nutre principalmente di crostacei, molluschi e ricci di mare.
Vive oltre la piattaforma continentale, in acque molto profonde nel Pacifico settentrionale, nei pressi delle coste del Giappone, nello stretto di Bering e fino alla California.